# Мастеринг
Мастеринг (англ. mastering) — операція процесу виробництва музичних матеріалів, фінальний етап створення аудіо треку. Одна з найсуб'єктивніших і найскладніших, вимагає наявності фахівців високого класу з гарною теоретичною і практичною підготовкою, наявності апаратури високого класу, зокрема, якісного звукового інтерфейсу, налагодженої моніторингової системи, спеціальної акустики, приміщення тощо.
Може виконуватись як професійно, так і аматорами-початківцями.
Перевидання матеріалу відповідно означено терміном ремастеринг.
Зокрема, під час процесу Ремастерингу, матеріал перезаписується (або переноситься) на більш сучасний носій звуку (переважно, пісні зараз викладають у мережу-інтернет та на супутні платформи (Spotify, SoundCloud, Apple Music, Youtube Music тощо). До моменту створення музичних платформ, альбоми, переважно, перезаписувалися на Компакт-диски (CD, іноді DVD - типу, у випадку якщо можуть бути присутні старі кліпи тощо), зараз за бажанням клієнта, матеріал може бути записаний на різні носії звуку, в тому числі: Платівки, Компакт-касети (останні зараз вважаються хіба що своєрідною модою або ж стилем, ніж сучасним, прогресивним носієм звуку).